# Țâgâra
Țâgâra – wieś w Rumunii, w okręgu Bacău, w gminie Plopana. W 2011 roku pozostawała niezamieszkana.